# Bob Houghton
Robert Douglas Houghton (Cheshire, Reino Unido, 30 de octubre de 1947), comúnmente conocido como Bob Houghton o Bobby Houghton, es un exfutbolista y entrenador británico.

## Trayectoria

### Inicios de su carrera
Bob Houghton comenzó su carrera como futbolista en equipos como Fulham y Brighton & Hove Albion en la década de 1960. A los 23 años, se convirtió en uno de los entrenadores más jóvenes en dirigir en el fútbol inglés al ser nombrado jugador-entrenador del Hastings United. Durante este período, fue discípulo del reconocido entrenador Allen Wade, quien fue director técnico de la Football Association entre 1963 y 1983. En la década de 1970, también dirigió al Maidstone United y trabajó como asistente de Bobby Robson en el Ipswich Town.

### Éxito en Malmö FF y revolución en el fútbol sueco
En 1974, Houghton se convirtió en el entrenador del Malmö FF de Suecia, donde logró un notable éxito tanto a nivel nacional como internacional. Llevó al equipo a la final de la Copa de Europa en 1978-79, donde perdieron 1-0 contra el Nottingham Forest. Este logro fue histórico, ya que fue la primera y única vez que un equipo sueco llegó a la final de la Copa de Europa. Además, Houghton ganó varios campeonatos suecos y la Copa de Suecia, y fue subcampeón de la Copa Intercontinental 1979.
Houghton, junto con su amigo Roy Hodgson, transformó el fútbol en Suecia al introducir el marcaje zonal y un estilo de juego más moderno. Ambos entrenadores trabajaron juntos en varios equipos y se les atribuye el mérito de haber cambiado la forma en que se jugaba al fútbol en el país. Sus equipos se caracterizaban por una defensa alta, presión intensa y contraataques rápidos, lo que contrastaba con el estilo tradicional sueco basado en el líbero y el marcaje individual.

### Décadas de 1980 y 1990
Después de una breve etapa en Grecia con el Ethnicos Pireo, Houghton regresó a Inglaterra para dirigir al Bristol City, aunque su paso no fue exitoso debido a problemas financieros del club. Posteriormente, entrenó en la North American Soccer League con el Toronto Blizzard, en Arabia Saudita con el Al-Ittihad, y regresó a Suecia para dirigir al Örgryte IS y nuevamente al Malmö FF. También tuvo una breve experiencia en Suiza con el FC Zürich y se convirtió en el primer entrenador del Colorado Rapids en la Major League Soccer en 1996, aunque fue despedido después de una temporada.

### China
Houghton asumió el control de la selección de China en 1997, donde logró mejorar el rendimiento del equipo y ganó una medalla de bronce en los Juegos Asiáticos de 1998. Sin embargo, no logró clasificar a China para la Copa del Mundo de 1998 ni para los Juegos Olímpicos de 2000, lo que llevó a su salida en 1999. Posteriormente, tuvo una breve etapa como entrenador de Uzbekistán en 2005, donde no logró clasificar al equipo para la Copa del Mundo de 2006 debido a una controvertida eliminación ante Baréin.

### Etapa en India
En 2006, Houghton fue nombrado entrenador de la selección de fútbol de la India, donde logró avances significativos, incluyendo la victoria en la Copa Nehru en 2007 y 2009, y el título de la Copa Desafío de la AFC en 2008, que clasificó a India para la Copa Asiática de 2011. Sin embargo, tras un pobre desempeño en la Copa Asiática, donde India perdió todos sus partidos, Houghton presentó su renuncia en 2011. A pesar de los altibajos, su legado en India incluyó la mejora del nivel del equipo y la obtención de títulos importantes para el fútbol indio.

## Palmarés

### Como entrenador

#### Torneos nacionales
| Título                            | Club (*)   | País           | Año     |
| --------------------------------- | ---------- | -------------- | ------- |
| Copa de Suecia                    | Malmö FF   | Suecia         | 1973-74 |
| Allsvenskan                       | Malmö FF   | Suecia         | 1974    |
| Copa de Suecia                    | Malmö FF   | Suecia         | 1974-75 |
| Allsvenskan                       | Malmö FF   | Suecia         | 1975    |
| Allsvenskan                       | Malmö FF   | Suecia         | 1977    |
| Copa de Suecia                    | Malmö FF   | Suecia         | 1977-78 |
| Copa de Suecia                    | Malmö FF   | Suecia         | 1979-80 |
| Copa Federación de Arabia Saudita | Al-Ittihad | Arabia Saudita | 1987    |

#### Torneos internacionales
| Título                 | Club (*)              | Sede        | Año  |
| ---------------------- | --------------------- | ----------- | ---- |
| Copa Desafío de la AFC | Selección de la India | Nueva Delhi | 2008 |